# أديبيسي أكانجي

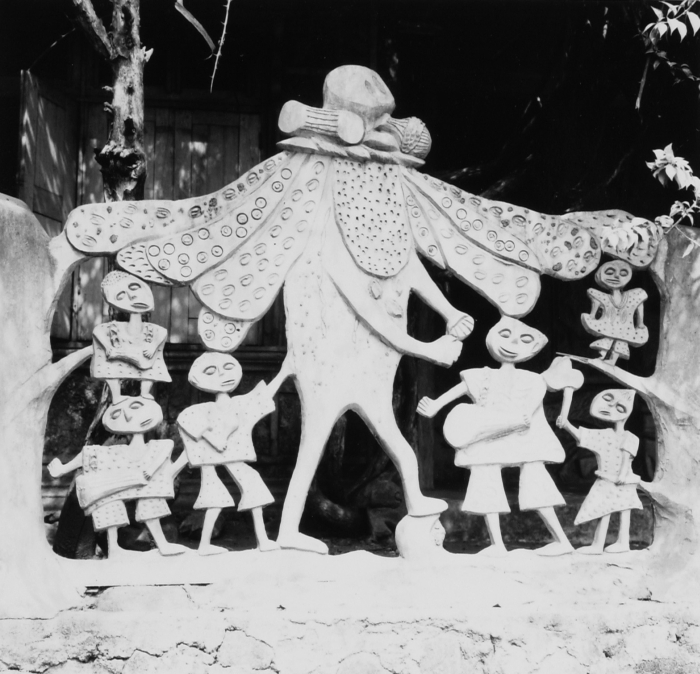
منحوتة أسمنتية لأديبيسي أكانجي عند مدخل منزل سوزان فينغر.

أديبيسي أكانجي (بالإنجليزية: Adebisi Akanji) فنان نيجيري.

## النشأة والتعليم
في حياته المبكرة كان يعمل كعامل بناء، وبدأ لأول مرة في إنشاء منحوتات كجزء من مسابقة لنحت حيوانات الأسمنت على أساس العناصر المعمارية التقليدية في منازل اليوروبا.

## المهنة
يشتهر أكانجي بشاشاته الأسمنتية المفتوحة وأعمال النحت الأخرى. وقد عمل أيضًا في المنسوجات. غالبًا ما يوضح عمله موضوعات من الفولكلور اليوروبا. بالتعاون مع سوزان فينغر، عمل أكانجي لمدة عشر سنوات في ضريح أوسون في أوسوغبو في نيجيريا، وهو مسؤول عن العديد من عناصر النحت في المزار.